# Десно Средичко
Десно Средичко је насељено место у општини Ласиња, Карловачка жупанија, Република Хрватска.

## Историја
Десно Средичко се од распада Југославије до августа 1995. године налазило у Републици Српској Крајини. До територијалне реорганизације у Хрватској насеље се налазило у саставу бивше велике општине Вргинмост.

## Становништво
Насеље је према попису становништва из 2011. године имало 213 становника.
| Националност       | 1991.        |
| Хрвати             | 277 (98,92%) |
| Срби               | 0            |
| Југословени        | 2 (0,71%)    |
| остали и непознато | 1 (0,35%)    |
| Укупно             | 280          |